# Заречная (Вожегодский район)
Заречная — деревня в Вожегодском районе Вологодской области.
Входит в состав Нижнеслободского сельского поселения, с точки зрения административно-территориального деления — в Нижнеслободский сельсовет.
Расстояние по автодороге до районного центра Вожеги — 42,7 км, до центра муниципального образования Деревеньки — 7,7 км. Ближайшие населённые пункты — Угленская, Якутинская, Анкудиновская.
По переписи 2002 года население — 8 человек.